# Robert Knox (anatomista)
Robert Knox   (Edimburg, 4 de setembre de 1791 - Londres, 20 de desembre de 1862) va ser un metge i viatger britànic, sobre tot va ser conegut per la seva implicació en la compra de cadàvers, a Edimburg, de víctimes dels assassins en sèrie William Burke i William Hare.
El cas del robatori de cadàvers (i fins i tot l'assassinat per a després recuperar els cadàvers i el seu posterior us en les classes d'anatomia) es va popularitzar a partir del conte El lladre de cadàvers, escrit per Robert Louis Stevenson. En aquest relat, Robert Knox és mencionat com "El doctor K".
El cinema també es va interessar diverses vegades en aquesta singular història. Entre altres títols: Els lladres de cossos (1945), The Greed of William Hart (1948), The Anatomist (1961), Burke & Hare, de Vernon Sewell (1972), The Doctor and the Devils (1985) i Burke and Hare (pel·lícula de 2010).
Segons nombrosos antropòlags moderns, la principal característica de Robert Knox era el seu racisme virulent, i per això admetia comprar cadàvers (cosa, per una altra banda, bastant freqüent en aquella època), i a més òbviament això va eclipsar alguns dels seus descobriments.

## Altres dades
Sobre la destinació d'aquest metge s'ha assenyalat: "...Ningú va creure al cirurgià Robert Knox quan va manifestar desconèixer la verdadera procedència dels cadàvers, haver-los comprat en benefici del progrés de la medicina. Tot i haver aconseguit eludir l'aplicació de càrrecs penals contra ell, va quedar molt desprestigiat. Una colèrica multitud va atacar a cops de pedra la seva residència, i la policia el va salvar per poc del linxament. Mesos més tard es va veure obligat a fugir deshonrat de la ciutat, i va passar a exercir la seva professió a la localitat de Hackney, on va morir l'any 1862...".

## Llegat
Knox es commemora amb el nom científic d'una espècie de sargantana africana, Meroles knoxii